# Selección de rugby de Bielorrusia
La selección de rugby de Bielorrusia es el equipo nacional de la modalidad de rugby y está regulada por la Federación Bielorrusa de Rugby.
La selección nacional de rugby de Bielorrusia está dirigida por Hari Powell. Su primer partido se jugó en 1935 entre la República Socialista Soviética de Bielorrusia contra la República Socialista Federativa Soviética de Rusia en un terreno neutral de Finlandia. Bielorrusia ganó por 1-0.
Actualmente se encuentra suspendida de las competiciones de World Rugby y Rugby Europe a consecuencia de la Invasión de Ucrania.

## Historia
Desde 1974 hasta la disolución de la Unión Soviética formó parte de la Selección de rugby de la Unión Soviética.
La selección de jugadores para el equipo nacional generalmente proviene de los clubes de rugby más grandes de Minsk, debido a la gran presencia de este deporte en la ciudad. Desde la fundación de la universidad se ha sentado un precedente de selección de jugadores de la sociedad estudiantil de rugby de la Universidad Estatal de Bielorrusia.
Su primer partido como país independiente fue en 2014 frente a Estonia.

## Participación en copas

### Copa del Mundo
- No ha clasificado

### RE Development
- RE Development 2021-22: Expulsada del torneo